# 대한약선협회
대한약선협회는 국민의 건강 유지 및 증진을 위하여 협회 설립운영에 관한 법률의 규정에 따라 국가의 발전과 번영에 기여할 수 있는 인재 육성과 약선 개발 및 문화사업에 공헌할 목적으로 2011년 12월 13일 설립 허가된 대한민국 농림수산식품부 소관의 사단법인이다. 사무실은 서울특별시 노원구 하계동 276-6, 유토피아빌딩 8층에 있다.

## 주요 사업
- 약선전문가 교육과정 운영 및 교육자료 개발
- 약선에 관한 연구 및 홍보활동
- 국제교류 및 해외탐방
- 학술대회, 전시회 및 경연대회 개최
- 기타 본 법인의 설립에 부합하는 비영리적인 제반사업

## 같이 보기
- 약선